# Екатериновка (Пичаевский район)
Екатериновка — деревня в Пичаевском районе Тамбовской области России. Входит в состав Большеломовисского сельсовета.

## География
Деревня находится в северо-восточной части Тамбовской области, в лесостепной зоне, на правом берегу реки Большой Ломовис, на расстоянии примерно 8 километров (по прямой) к западу-юго-западу от села Пичаева, административного центра района.

### Климат
Климат умеренно континентальный, относительно сухой, с холодной продолжительной зимой и тёплым летом. Средняя температура воздуха самого холодного месяца (января) — −11,3 °C (абсолютный минимум — −43 °C); самого тёплого месяца (июля) — 19,7 °C (абсолютный максимум — 39 °С). Период с положительной температурой выше 10 °C длится 145 дней. Среднегодовое количество атмосферных осадков составляет около 550 мм. Продолжительность залегания снежного покрова составляет в среднем 138 дней.

### Часовой пояс
Деревня Екатериновка, как и вся Тамбовская область, находится в часовой зоне МСК (московское время). Смещение применяемого времени относительно UTC составляет +3:00.

## Население
| 2010 |
| ---- |
| 0    |

### Национальный состав
Согласно результатам переписи 2002 года, в национальной структуре населения русские составляли 100 % из 9 чел.